# Philip Burton
Philip Burton (Mountain Ash dans le Rhondda Cynon Taf au pays de Galles, 30 novembre 1904 - Haines City en Floride, 28 janvier 1995), est un professeur, écrivain, producteur et réalisateur américain d'origine galloise. Il est le mentor et le tuteur légal de l'acteur Richard Burton (1925-1984) qui adopte son patronyme.

## Biographie
Philip Henry Burton naît en 1904 d'un père anglais qu'il perd dans un accident de mine alors qu'il n'a que 14 ans, et d'une mère galloise. 
Diplômé de l'université du Pays de Galles en 1925, il devient professeur de mathématiques et d'histoire à la Port Talbot Secondary School. Il enseigne également le théâtre. Il remarque le tout jeune Richard Jenkins et l'aide à faire ses premiers pas sur une scène.
Philip Burton n'a pas adopté Richard, il en fait son pupille légal. Il croit en son talent, l'initie à la littérature et à l'art dramatique ; il lui apprend à perfectionner sa voix déjà magnifique.
Après la guerre, Philip Burton devient un producteur de théâtre à succès de la BBC. À la fin des années 1950, il s'installe à New York, et prend la citoyenneté américaine.
L'amitié entre Philippe et Richard sera indéfectible, en dépit d'une brouille passagère survenue après le tournage de Cléopâtre.
Richard Burton dira de son mentor : « Je lui dois tout ».
Philip Burton meurt le 28 janvier 1995.